# 临床流行病学
临床流行病学是将流行病学知识应用于临床实践。从70年代以来开始盛行，循证医学是临床流行病学应用的表现。
与一般的流行病学一样，临床流行病学也分为描述型和分析型两类。